# Bátorfi Lajos
Bátorfi Lajos [született: Bibok Lajos] (Kiskunfélegyháza, 1835. augusztus 20. – Nagykanizsa, 1896. április 29. író, költő, újságíró, lapszerkesztő, helytörténész. Írói szignói: B. L., B., Bfi.

## Életrajza
Édesapja Bibok [Bobek] József gazdatiszt, édesanyja Huszka Ágnes. Polgári életvitelű családban nőtt fel, iskoláit szülőhelyén, majd Szegeden, Aradon és Pesten végezte. 1853-ban állt először munkába nagybátyjánál, Huszka József ügyvédnél, majd az újonnan megszervezett kiskunfélegyházi árvaszéknél hivatalnokként dolgozott. 1858-tól kezdett újságíróként működni, a Gyürky Antal szerkesztette Borászati Lapoknál, ahol két évet töltött, majd a Győri Közlöny munkatársa lett (1861 novemberétől 1864-ig). Ezután a Zala–Somogyi Közlönynél kapott állást segédszerkesztőként, ahol 1871-ig volt alkalmazásban.
1872-ben hosszabb külföldi utat tett, éveket töltött Konstantinápolyban, majd Párizsban és Rómában is, 1875-ben tért csak haza. 
Nagykanizsán telepedett le feleségével és Győrben született Emília leányával. A város tevékeny közéleti szereplője és tisztségviselője volt. 1875-től a Nagykanizsai Kisdednevelő Egyesület titkára, a nagykanizsai Tűzoltó Egyesület tűzvédőrségi alkapitánya, az 1887-ben létrejött Nagykanizsai Keresztény Jótékony Nőegyletnek alapító tagja és első titkára volt. Sok szervezőmunkát végzett az 1885-ben leégett búcsúszentlászlói zárda felépítésére rendezett sorsjáték ügyében, mely alkalommal Deák Ferenc is megtisztelte levelével. 
1885-től Nagykanizsa városi levéltárának levéltárnokaként, az iratok rendezésével foglalkozott, s a pallini Inkey család történetét kutatta. Megkezdte  Nagykanizsa várostörténetének kidolgozását is.
Szerkesztői munkássága igen széles körű volt. Pesten a Tavasz c. almanachot 1861-ben, Győrben a Győri Naptárt 1864-ben szerkesztette. Ő rendezte sajtó alá az „Adatok Zalamegye Történetéhez” című sorozatot 1876 és 1878 között (30 füzet), és szerkesztője volt 1872 januárjától egészen haláláig a Zala-Somogyi Közlönynek, mely 1874-től Zalai Közlöny címet vett fel, (1887 januárjától a Zalai Közlönynek még kiadótulajdonosa is lett). 1868. október 1. és december 20. között a Kandi Klári című, első nagykanizsai női élclap szerkesztésével próbálkozott, és a Párizsban élő Edelényi Szabó Lajossal közösen Párisi Lapok címen kiadványsorozatot tettek közzé. A Zalai Tanügy szerkesztője és kiadótulajdonosa volt 1880. augusztus 1-től 1887. december 29-ig. 1889-ben „Zalai Közlöny Könyvtára” címmel sorozatot indított meg.
Íróként színdarabokat és útirajzokat szerzett, és a költészet terén is sikereket ért el. Első cikke (és ugyanekkor első költeménye is) 1855. szeptember 5-én B. L. szignóval jelent meg a Budapesti Hírlapban. Saját kiadói vállalkozása is volt, de ezen kívül számos hírlap és folyóirat külső munkatársaként dolgozott, így a Napkelet, Divatcsarnok, Gombostű, Alföld, Szegedi Híradó, Somogy, Vasmegyei Közlöny, Zala stb. lapoknál.
Nagykanizsán nyugszik. Ma is látható szép síremlékét közadakozásból állították 1898-ban. Felirata: „Az irodalom és a közügyek buzgó munkásának emlékére emelték tisztelői és gyászoló leánya”.

## Művei (válogatás)
- Mezei virágok (versek). Vác, 1858
- Bánatos szív. Pest, 1860
- Nemzeti szikrák. Debrecen, 1861 (Három kiadást ért meg, Nagykanizsán, Győrben is megjelent, összesen 80 ezer példányban.)
- Juliska, népszínmű 3 felvonásban, Győr, 1862 (2. kiadás Nagykanizsa, 1885)
- Darázsfészek. Pikáns színdarabok. Nagykanizsa, 1868
- 111 költemény (1860–1864) Nagykanizsa, 1869
- Virág-csokor. Nagykanizsa, 1869
- Sonettek. Pest, 1871 (a szerző fénynyomatú arcképével, 2. kiadása Nagykanizsa, 1886)
- Jenő, dr. 5 felvonásos színdarab, Nagykanizsa, 1871
- Antonia, történelmi színmű 5 felvonásban. Nagykanizsa, 1872
- Konstantinápolyig és vissza. Nagykanizsa, 1873 (2. kiadás. Nagykanizsa, 1877)
- Mirza, a szép kunleány, történelmi színmű 3 felvonásban, Nagykanizsa, 1873
- A muraközi kérdés. Nagykanizsa, 1873 (Többek közreműködésével. Különnyomat a Zala–Somogyi Közlönyből.)
- Tengerész küzdelme. Regény, németből fordítva. Nagykanizsa, 1873 (Horváth Gyulával)
- Női fegyver, vígjáték 4 felvonásban. Nagykanizsa, 1875
- Tíz év emléke Zalában 1867–1876. Nagykanizsa, 1878
- Párisig és vissza. Nagykanizsa, 1878
- A szülőföld és a haza. Zalamegye földrajza. Nagykanizsa, 1880 (Hoffmann Mórral. 2. kiadás, 1881.; 3. kiadás, 1884.; 4. javított és bővített kiadás, 1888)
- Anya mint honleány. Nagykanizsa, 1881
- Nefelejtsek. Keszthely, 1884 (költemények)
- Utolsó Zrínyi. Költői beszély I. része. Muraszombat, 1885
- Irénke. (Családi költemények). Nagykanizsa, 1886
- Rómáig és vissza. Útirajz. Nagykanizsa, 1888